# Solway, Minnesota
Solway là một thành phố thuộc quận Beltrami, tiểu bang Minnesota, Hoa Kỳ. Năm 2010, dân số của thành phố này là 96 người.

## Dân số
- Dân số năm 2000: 69 người.
- Dân số năm 2010: 96 người.